# سینمای آسامی
سینمای آسامی (انگلیسی: Assamese cinema) (در سابق جالیوود نام داشت) صنعت فیلم هندی مربوط به فیلم‌های آسامی-زبان است. این صنعت در ایالت آسام، هند مستقر است.